# Pablo Hoffmann
Pablo Segundo Hoffmann Thater (Valdivia, 16 de junio de 1881 - ibíd, 30 de marzo de 1953) fue un agricultor, empresario y político chileno de origen alemán. Fue diputado por la 22ª Circunscripción Departamental de Valdivia, La Unión, Villarrica y Río Bueno, entre 1930 y 1932.

## Biografía

### Familia
Nació en Valdivia, el 16 de junio de 1881. Hijo de los colonos alemanes Pablo Hoffmann Marschhaussen y Albinia Eduvijes Thater Henckel.
Se casó con la también colona Luisa Deppe Fuchslocher (n. 1888 - f. 1959), matrimonio del cual nacieron dos hijos.
Su sobrina bisnieta María José Hoffmann, fue diputada por el distrito N.° 14 entre 2010 y 2018 y desde 2018, por el distrito 7.

### Estudios y trayectoria empresarial
Sus estudios los realizó en la Escuela Alemana en Valdivia y en el Liceo de Valparaíso. Luego siguió cursos de perfeccionamiento en Hamburgo, Alemania.
Se desempeñó como industrial y agricultor; propietario de los fundos Huellelhue y Pishuinco. 
Se inició trabajando en los negocios de su padre en Valdivia, hasta 1916; luego pasó a Hoffmann Hermanos y posteriormente fue presidente de la S.A., Industrial y Comercial Hoffmann.
Fue socio de la fábrica de productos químicos Mussla y Compañía y, de la firma Hoffmann y Compañía Ltda. que explotaba el fundo Chihuao.
Fue un gran accionista de la firma Pablo y Otto Hoffmann dedicada al rubro agrícola.
Desde 1936 actuó como presidente de la Compañía Maderera de Valdivia S.A. y de Transportes Fluviales S.A.
Fue también presidente y vicepresidente de la Cámara de Comercio.
Fue presidente durante 20 años de la Asociación Mutua de Industriales de Valdivia y vicepresidente de la Compañía de Productos de Alcoholes de Santiago.
Presidió el Consejo Local de la Compañía de Celulosa y Papel, y el Consejo Local de la Compañía de Seguros La Trasandina. 
Ejerció el directorio de la Sociedad Altos Hornos de Corral (SAHC); Sociedad de Desinfectantes Agrícolas S.A. (SDA); Sociedad Nacional de Velas (SNV); Compañía Nacional de Teléfonos (CNT); Asociación de Molineros (AM) y de la Sociedad Periodística del Sur (Sopesur).

## Trayectoria política
En las elecciones parlamentarias de 1930 (en el llamado Congreso Termal), fue elegido diputado por la Vigesimosegunda Circunscripción Departamental, correspondiente a los departamentos de Valdivia, La Unión, Villarrica y Río Bueno, para el período 1930-1934 -sin embargo no pudo completarlo debido a la disolución del Congreso Nacional en junio de 1932-. Integró la Comisión Permanente de Industria y Comercio. Realizó dos viajes a Europa y Estados Unidos.
Durante su vida política y empresarial fue Socio de todas las instituciones sociales y de beneficencia de su comuna natal, Valdivia. Además, fue socio del Club Alemán Andino.